# Tireo (mitología)
En mitología griega, Tireo (griego antiguo: Θυρέα significa "portero") era un príncipe de Calidón, hijo del rey Eneo y Altea, hija del rey Testio. Era hermano de Deyanira, Meleagro, Toxeo, Clímeno, Perifas, Agelao y Gorge. En alguna versión, se lo menciona como Feres, "domador de caballos". Cuando la guerra entre los Curetes y Calidón estalló, Tireo junto con todos sus hermanos, incluyendo Meleagro, cayeron durante la batalla.